# Азов (большой противолодочный корабль)
Азо́в — большой противолодочный корабль проекта 1134БФ Краснознамённого Черноморского флота ВМФ СССР, а с 1991 года ВМФ России.

## История
Зачислен в списки кораблей ВМФ 4 января 1972 года, 21 июля того же года заложен на заводе имени 61 коммунара в Николаеве (заводской № 2004).
14 сентября 1973 года спущен на воду, вступил в строй 25 декабря 1975 года. 19 февраля 1976 года включён в состав Краснознамённого Черноморского флота.
5-7 октября 1976 года была проведена инспекция Министерства обороны СССР. На выходе в море присутствовал заместитель министра Кирилл Москаленко.
Совершил визиты:
- 22—26 января 1990 — Пирей (Греция)
- 25 июня—1 июля 1990 — Гавана (Куба)
- 24—28 июня 1991 — Тулон (Франция).
- 15—19 августа 1991 — Констанца (Румыния)

 Большой противолодочный корабль «Азов» стал первым и единственным кораблём, прошедшим модернизацию под установку опытного универсального многоканального ЗРК «Форт». По первоначальному проекту 1134-БФ на нём предполагалось разместить десять пусковых установок нового ЗРК (80 ракет): шесть в корме на месте кормового УЗРК «Шторм» и четыре на месте носового. Артиллерийские установки АК-726 предполагалось заменить более мощными АК-100, а на месте антенного поста носовой РЛС «Гром» устанавливался антенный пост РЛС МР-114 «Лев». Уже в ходе модернизации «Азова» от идеи замены артиллерии отказались, оставив старые, но надёжные АК-726. Четыре носовые пусковые установки ЗРК «Форт» также не стали размещать вместо носового УЗРК «Шторм», опасаясь в случае неудачи с новым зенитным ракетным комплексом оставить корабль без эффективных средств противовоздушной обороны. Размещение нового ЗРК потребовало изменить надстройку от дымовой трубы до вертолётного ангара и изменить компоновку помещений под ней для размещения погребов и боевых постов. У БПК «АЗОВ» не было прохода со шкафута на шкафут за трубой. В связи с расширением надстройки в кормовой части пятитрубные торпедные аппараты были заменены на двухтрубные ДТА-53-1134БФ. Радиотехническое вооружение и другие технические средства корабля соответствовали проекту 1134-Б.
Испытания и доработка ЗРК «Форт» проходили долго и с большим напряжением, а окончательная сдача системы и принятие её на вооружение состоялись лишь после проведения государственных испытаний на ТАРКР «Киров». После принятия модернизированного по проекту 1134-БФ в состав ВМФ СССР в 1977 году БПК «Азов» стал единственным в мире кораблём, вооружённым тремя «калибрами» ЗРК — ближнего, среднего и дальнего действия («Оса-М», «Шторм» и «Форт»).
С 18 июля 1984 года по 21 февраля 1985 года прошёл на заводе имени 61 коммунара в Николаеве капитальный ремонт. В 2000 году был выведен из состава флота и к июню 2002 года разделан на металл в Инкермане.